# Las huellas borradas
Las huellas borradas és una pel·lícula hispano-argentina de l'any 1999 dirigida per Enrique Gabriel, coautor també del guió, en la que va ser la seva tercer pel·lícula.

## Sinopsi
Higueras, un petit poble enclavat en les dures i muntanyenques terres de Lleó, viu dies d'angoixa perquè serà negat per un pantà. Després de molts anys d'exili voluntari a l'Argentina, arriba al seu poble Manuel Perea, un escèptic escriptor que torna per a viure la tragèdia amb els seus paisans, encara que l'autèntic motiu del seu retorn és recuperar l'amor de Virgínia, la seva antiga promesa, i iniciar amb ella una nova vida.

## Repartiment
- Federico Luppi... Manuel Perea
- Mercedes Sampietro... Virginia
- Elena Anaya... Rosa
- Sergi Calleja... Delfín
- Raúl Fraire... Antonio
- Asunción Balaguer... Leoni
- Paco Sagarzazu... Urbano
- Mariví Bilbao... Felisa
- Armando del Río... Mito
- Ramón Barea... Zayas
- Txema Blasco... Eutimio
- Joan Dalmau... Don Paulino
- Marga Escudero... Pili
- Lourdes Bartolomé... Goya
- Lola Casamayor... María
- Pepo Oliva... Ricardo

## Premis
- 44a edició dels Premis Sant Jordi de Cinematografia: Premi a la millor actriu espanyola per Asunción Balaguer.[4]
- Festival de Cinema de Màlaga (1999): premis a la millor pel·lícula, al millor director i a la millor actriu (Asunción Balaguer)[5]